# EPrix de Séoul
Le ePrix de Séoul est une épreuve comptant pour le championnat du monde de Formule E. Elle aurait dû avoir lieu pour la première fois le 3 mai 2020.

## Historique
Le premier ePrix de Séoul aura lieu le 3 mai 2020 au centre de Séoul.
Le 30 novembre 2018, le PDG de la Formule E, Alejandro Agag, a signé un accord avec Moon Jae-sik, président de JSM Holdings. La Corée du Sud organisera pour les prochaines 5 ans une course de Formule E. L'objectif est d'élargir le marché asiatique et de fournir une plate-forme de coopération entre la Formule E et la technologie industrielle automobile sud-coréenne et des innovations respectueuses de l'environnement.
Cependant, le 13 mars 2020, la Formule E annonce la suspension du championnat pendant deux mois en raison de la pandémie du coronavirus, ce qui comprend l’annulation de l’ePrix de Séoul.

## Le circuit
L’ePrix de Séoul a lieu sur le complexe de sport de Jamsil, avec une longueur d’environ 2,8 kilomètres.

## Palmarès
| Année | Vainqueur       | Écurie               | Circuit                 | Résultats      | Date         |
| ----- | --------------- | -------------------- | ----------------------- | -------------- | ------------ |
| 2020  | Course annulée  | Course annulée       | Course annulée          | Course annulée | 3 mai 2020   |
| 2022  | Mitch Evans     | Jaguar TCS Racing    | Circuit urbain de Séoul | Résumé         | 13 août 2022 |
| 2022  | Edoardo Mortara | Rokit Venturi Racing | Circuit urbain de Séoul | Résumé         | 14 août 2022 |